# مک‌لمورسویل (تنسی)
مک‌لمورسویل(به انگلیسی: McLemoresville) شهری در ایالت تنسی کشور ایالات متحده آمریکا است که جمعیت آن در سرشماری سال ۲۰۱۰ میلادی، ۳۵۲ نفر بوده‌است.